# Lessebo
Lessebo är en tätort och centralort i Lessebo kommun i Kronobergs län, belägen vid Lesseboån, sjön Läens avlopp till Öjen.

## Historia
Vid Lesseboåns vattenfall anlades omkring 1660 ett järnbruk för utnyttjande av sjömalmerna i de angränsande sjöarna. 1693 utvidgades verksamheten med anläggandet av ett pappersbruk. Under 1700-talet expanderade bruksrörelsen och stora jordegendomar lades till bruket. Lessebo bruk köptes 1802 av Johan Lorentz Aschan, som under en 50-årig period ledde en stark utveckling. 1837 fick Lessebo pappersbruk sin första pappersmaskin, den 4:e i Sverige, men fram till 1870-talet var järntillverkningen vid Lessebo brukets viktigaste produkt. 1874 fick Lessebo järnvägsförbindelse med Karlskrona och Södra stambanan, och därmed fick bruket möjlighet att på ett annat sätt än tidigare utnyttja sina omfattande skogstillgångar.
Pappersbruket och skogsindustrin blev huvudsaken, järntillverkningen upphörde redan vid 1880-talets början. 1905-06 utvidgades pappersbruket med en sulfitfabrik, den första vid något av Sveriges finpappersbruk. Då Aschan dog 1856 bildades familjeföretaget Lessebo bolag som förutom Lessebo järn- och pappersbruk ägde Åryds järnbruk, Kleva nickelverk, handpappersbruken i Broakulla, Brittedal och Augerum, flera kvarnar och sågverk, samt jordbruk och skogsegendomar. Detta bolag ombildades 1896 till Lessebo AB, som efter att med täta mellanrum bytt majoritetsaktieägare 1925 inköptes av Klippans pappersbruk. Lessebo pappersbruk hade på 1930-talet omkring 450 anställda.
Skogsegendomarna tillhöriga Lessebo bruk, tillsammans med Lessebo ångsåg, såldes senare till det 1904 grundade AB Lessebo skogar. Lessebo sågverk och hyvleri hade på 1930-talet 90 anställda. Även AB Lessebo skogar köptes 1930 upp av Klippans pappersbruk.

### Administrativa tillhörigheter
Lessebo var en ort i Hovmantorps socken och efter kommunreformen 1862 en ort i Hovmantorps landskommun. 1939 bildades Lessebo köping genom utbrytningar ur kommunerna Herråkra, Hovmantorp och Ljuder. Bebyggelsen i Lessebo upptog bara en liten del av köpingskommunens yta. 1971 uppgick köpingen i Lessebo kommun med Lessebo som centralort.
I kyrkligt hänseende hörde Lessebo före 1961 till Hovmantorps församling, därefter hör orten till Lessebo församling.
Orten ingick före 1948 i Konga tingslag, därefter till 1971 i Östra Värends tingslag. Sedan 1971 ingår Lessebo i Växjö domsaga.

### Befolkningsutveckling
| Befolkningsutvecklingen i Lessebo 1960–2020 | Befolkningsutvecklingen i Lessebo 1960–2020 | Befolkningsutvecklingen i Lessebo 1960–2020 | Befolkningsutvecklingen i Lessebo 1960–2020 | Befolkningsutvecklingen i Lessebo 1960–2020 |
| ------------------------------------------- | ------------------------------------------- | ------------------------------------------- | ------------------------------------------- | ------------------------------------------- |
|                                             |                                             |                                             |                                             |                                             |
| År                                          |                                             |                                             | Folkmängd                                   | Areal (ha)                                  |
| 1960                                        | 1960                                        |                                             | 2 509                                       |                                             |
| 1965                                        | 1965                                        |                                             | 2 776                                       |                                             |
| 1970                                        | 1970                                        |                                             | 3 023                                       |                                             |
| 1975                                        | 1975                                        |                                             | 2 991                                       |                                             |
| 1980                                        | 1980                                        |                                             | 2 996                                       |                                             |
| 1990                                        | 1990                                        |                                             | 2 926                                       | 333                                         |
| 1995                                        | 1995                                        |                                             | 2 987                                       | 337                                         |
| 2000                                        | 2000                                        |                                             | 2 692                                       | 337                                         |
| 2005                                        | 2005                                        |                                             | 2 623                                       | 337                                         |
| 2010                                        | 2010                                        |                                             | 2 737                                       | 340                                         |
| 2015                                        | 2015                                        |                                             | 2 857                                       | 339                                         |
| 2020                                        | 2020                                        |                                             | 3 059                                       | 352                                         |
|                                             |                                             |                                             |                                             |                                             |

## Kommunikationer
Lessebo har en tåg- och busstation där Öresundståg mellan Kalmar och Köpenhamn trafikerar en gång i timmen under vardagarna. Även SJ:s regionaltåg mellan Kalmar och Göteborg samt Krösatåg mellan Kalmar och Växjö trafikerar stationen.

## Näringsliv
Det finns ett pappersbruk i Lessebo där många i orten arbetar, bruket är privatägt efter att Vida AB tidigare ägt det. Här finns också Lessebo Handpappersbruk där man fortsätter med den gamla konsten att tillverka papper. Handpappersbruket i Lessebo är det enda kommersiella handpappersbruket i Sverige. Handpappersbruket är även ett skaparcentrum för papperskonstnärer.

## Kultur och idrott
I Lessebo finns även "Intaget" där man varje år uppför en midsommarstång tillverkad för hand vid Lessebo Handpappersbruk. Intaget var från början en plats där trupper från I 11 i Växjö brukade stanna och ta matrast.
I orten finns idrottsföreningen Lessebo GoIF som grundades 1925. 
Varje vinter spelas en fotbollsturnering som heter Julcupen. Den spelas den 26 december till den 30 december i Lessebos sporthall som under skoltid används som en gymnastikhall. Den anordnas av Lessebo GoIF.